# Епархия Ханьчжуна

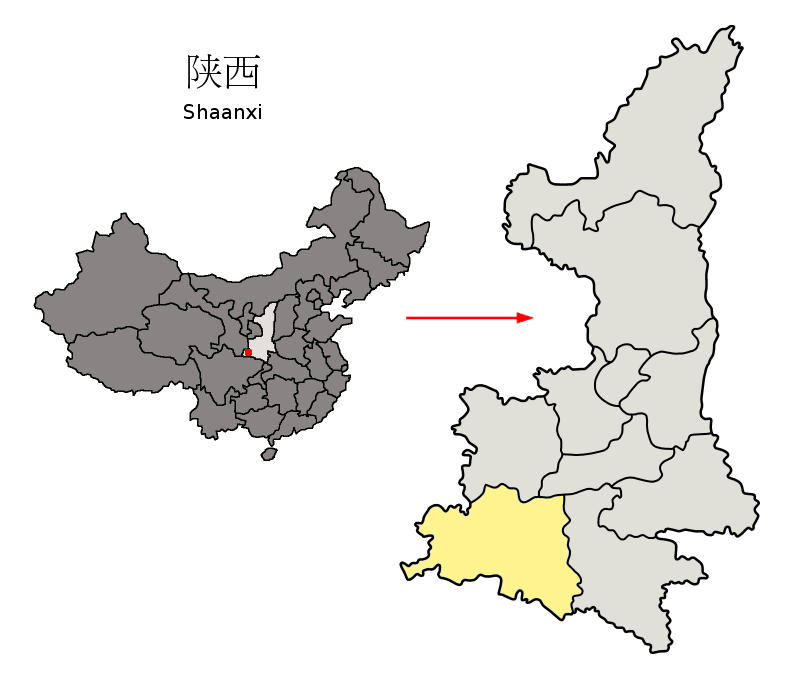
Префектура Ханьчжуна на карте Китая

Епархия Ханьчжуна (лат. Dioecesis Hanciomensis) — епархия Римско-Католической церкви c центром в городе Ханьчжун, Китай. Епархия Ханьчжуна входит в митрополию Сианя.

## История
2 августа 1887 года Святой Престол учредил апостольский викариат Южного Шэньси, выделив его из апостольского викариата Шэньси (сегодня — Епархия Яньаня). Руководство апостольским викариатом Южного Шэньси было поручено миссионерской организации «Парижское общество заграничных миссий».
3 декабря 1924 года апостольский викариат Южного Шэньси был переименован в апостольский викариат Ханьчжуна.
28 марта 1928 года апостольский викариат Ханьчжуна передал часть своей территории новой апостольской префектуре Синъаньфу (сегодня — Апостольская префектура Анькана).
11 апреля 1946 года Римский папа Пий XII издал буллу Quotidie Nos, которой возвёл апостольский викариат Ханьчжуна в епархию.
В 1981 году священник Варфоломей Юй Чэнди был тайно назначен Святым Престолом ординарием епархии Ханьчжуна. В это же время епископом епархии был назначенный китайским правительством член Католической Патриотической Ассоциации епископ Людовик Юй Жуньчэнь. Через некоторое время епископ Людовик Юй Жуньчэнь покинул Католическую Патриотическую Ассоциацию и стал вспомогательным епископом епархии Ханьчжуна. 14 сентября 2009 года епископ Варфоломей Юй Чэнди умер и его преемником стал признанный Святым Престолом епископ Людовик Юй Хуньчэнь.

## Ординарии епархии
- епископ Пио Джузеппе Пассерини (29.03.1895 — 24.04.1918);
- епископ Антонио Мария Капеттини (2.04.1919 — 1925);
- епископ Лоренцо Балькони (7.03.1928 — 1935);
- епископ Марио Чивелли (11.03.1935 — 18.07.1946) — назначен епископом Цзисяня;
- епископ Джузеппе Мадджи (13.01.1949 — 17.08.1963);
  - Sede vacante
- епископ Варфоломей Юй Чэнди (1981 — 14.09.2009);
- епископ Людовик Юй Жуньчэнь (14.09.2009 — по настоящее время).

## Источник
- Annuario Pontificio, Libreria Editrice Vaticana, Città del Vaticano, 2003, ISBN 88-209-7422-3
- Булла Quotidie Nos, AAS 38 (1946), стр. 301  (лат.)